# クリス・ジェリコ
クリス・ジェリコ（Chris Jericho、1970年11月9日 - ）は、カナダの男性プロレスラー、ミュージシャン、俳優。マニトバ州ウィニペグ出身。AEW所属。本名はクリストファー・アーヴァイン（Christopher Keith Irvine）。

## 人物
プロレスラーとしてはかつてFMW、WAR、新日本プロレスに来日、ECW、WCW、WWEに所属していた。ニューヨーク州マンハセット生まれ、カナダ・ウィニペグ育ち。父は元NHLの選手。ニックネームはY2K問題にかけたY2J。リングネームはメキシコ時代のコラソン・デ・レオン、レオン・デ・オロ、ライオンハート、新日本プロレス東京ドーム大会でのスーパーライガーなど。自称「千年に一人の逸材（The Millennium Man)」、「世界の王（King of The World）」、「世界一のレスラー（The best in the world at what I do）」、「ハデハデの王（King of Bling Bling）」、「ロックンローラーの教祖（Ayatollah of Rock'n Rolla）」。
1999年にWWF（現・WWE）入団し瞬く間にスター選手となり、途中離脱などを挟みつつも2017年まではWWEに所属していた。2018年からは若手時代に参戦していた新日本プロレスに散発的に登場している。2019年にはコーディ、ケニー・オメガらが率いるアメリカの新団体AEWと契約したと発表されたが、新日本プロレスにも不定期に登場しており日米双方の団体に参戦している形となった。2019年現在、WWEからは元所属選手として扱われている。
WWEにてトップレスラーの一人（主にヒール）として活躍したことが有名であるが、若手時代は金髪と女性ウケのいい甘いマスクのせいで「パっとしないベビーフェイス」に甘んじることが多かった。しかしながらメキシコなどで学び軽量級の王座をいくつも獲得した空中殺法に加え、日本流のファイトスタイル、そして伝統的なアメリカンプロレスの小悪党的なヒール像（ハンサムな技巧派でアピールやマイクパフォーマンスに長け、そして反則を巧みに使って王座を防衛していく）を融合させることでヒール、ベビーフェイスに左右されない独自のスタイルを築いていった。これを確立したことが結果的にジェリコをWWEの頂点へと押し上げた原動力ともなっている。シングルもタッグも器用にこなすだけではなく、ラダーマッチ（ハシゴ戦）、ケージマッチ（金網戦）、TLC、エリミネーション・チェンバー・マッチ、自らが考案したマネー・イン・ザ・バンク・ラダー・マッチなどのハードコアマッチも得意とし、また豊富なスタミナと技の引き出しの多さからバトルロイヤル等の長期戦でも盛り上げや見せ場を作るのに非常に長けており、WWEではストーリーラインに欠かせない存在として活躍した。
またプロレスラーと並行してヘヴィメタルバンド「FOZZY」のヴォーカルを務め、2017年までにアルバムを7枚リリースしている。3枚目のアルバム発表時まではFOZZYではムーングース・マックイーン（Moongouse McQueen）を名乗っていた。2005年以降、WWEを離脱しFOZZYでの活動に専念、数か月～数年後またWWEに復帰するというサイクルで活動し、WWEへの復帰は毎回大きなサプライズとなった。2018年の新日本プロレス登場以降は入場曲にFOZZYの楽曲を使用している。他にも2010年6月から7月まで、クイズ番組「ダウンフォール」の司会を務めるなどエンターテイナーとして活動の幅を広げている。
若手の頃は日本を主戦場としていたこともあり、『週刊ゴング』を愛読していて、流暢な日本語を話すことや片仮名の読み書きができるなど親日家であり、WWEの日本公演時はたいていの場合出場し、記者会見にも応じている。なお、2010年8月現在、実に42回来日している。来日する度に海外だけではなく日本のヘヴィメタルバンドのCDを買い漁ることでも有名。特に好きなバンドはLOUDNESSとX JAPANで「カナダのX JAPAN大使」を自称するほどである。過去にクリス・ジェリコ名義でBURRN!のインタビューも受けたことがある。

## 来歴

### キャリア初期
カナダのインディー団体でランス・ストームとの試合でデビューする。1990年にアメリカのスモーキー・マウンテン・レスリングに参戦するが、すぐに団体自体が経営に行き詰まったため、ジェリコも団体を離れメキシコ、ドイツなどで修行する。1991年には、下積みを共にした盟友ストームとのタッグチーム「サドン・インパクト（この後スリル・シーカーズに改称）」でFMWに初来日。この時、デビューして間もないミスター雁之助や、まだ素顔だったハヤブサとも対戦している。
その後はメキシコで「レオン・デ・オロ（金色のライオン）」や「コラソン・デ・レオン（英語圏・日本ではライオン・ハート）」の名でティーンエイジのアイドルレスラーとなり大活躍する。1993年は俳優としてメキシコシティでロケーション撮影された『リゾート・トゥ・キル』にも出演し、千葉真一やロディ・パイパーと共演した。同年、WARにレギュラー参戦し、リングネームを一時的に「ライオン道」と改める（ちなみにこの頃の冬木軍は冬木弘道はじめ、邪道、外道とリングネームに「道」が付くことが自然になっていた）。
1995年には邪道、外道と共に「消火器三連射」の伝説を築き、また6月には外道を破ってWARジュニアヘビーのタイトルを奪取するなど、名実共にWARの名物外国人となった。

### アメリカ本格参戦
1996年にアメリカに戻り、ECWを経てWCWに入団。エディ・ゲレロ、レイ・ミステリオ、クリス・ベノワ、ウルティモ・ドラゴンらとWCWクルーザー級王座を争い、通算4度獲得した。nWoを筆頭にヒールが人気を博すWCWに於いて、その流れに反する無名のベビーとして暫く活動していたが軟弱系のエゴイストとしてヒールターンし、パフォーマーとしての才能を発揮する。音楽ネタを用いて対戦相手をからかったり、当時無敵の超人ギミックでありWCWの看板レスラーであったビル・ゴールドバーグを「グリーンバーグ（経験不足の青二才）」呼ばわりするなど、コミカルなヒールを演じ人気を博した。この時期、WCWと提携関係にあった新日本プロレスにも遠征し、1997年には1試合限定でスーパー・ライガーとして参戦した他、翌年にはエディ（2代目ブラック・タイガー）とのコンビでIWGPジュニアタッグ王座の初挑戦者も務めている。
当日になって急に変更されるnWoメンバー中心のマッチメイクや、nWoの乱入決着ばかりの乱雑した番組構成、ヘビー級至上主義である団体の方針に見切りを付け、1999年にWWF（現・WWE）に入団。入団の際、あまり積極的に他団体のレスラーをリサーチしないビンス・マクマホンに『今までどこにいたんだ？』と言われたという。

### WWF（WWE）での活躍
WWFではWCW時代のスタイルを踏襲する形で軟弱系ヒールとして売り出され、いきなり同団体のトップスーパースター、ザ・ロックとの抗争が組まれる破格の待遇を受ける。ここでジェリコは潜在していたヒールとしての才能を爆発させ人気を獲得し、次々とWWEの主要タイトルを獲得していく。
2001年10月に、ロックを破りWCWヘビー級王座を奪取。その後一度は奪い返されるものの、12月のヴェンジェンスにてロックを破りWCWヘビー級王座を奪還、さらに同日、ロックと並ぶ存在であったストーン・コールド・スティーブ・オースチンをも破りWWFヘビー級王座を獲得。史上初のWWE＆WCW統一世界王者となり、名実ともに業界のトップへと上り詰めた。それ以降“一夜にしてオースチンとロックを倒した男”、“初の統一王者”というのがジェリコの形容詞の一つとなった。2002年のWrestleMania X8では入団3年足らずでメインイベントに出場するという快挙を成し遂げた。そこで統一王座からは転落するもトップヒールのポジションは確保し、翌年のWrestleMania XIXでは若手時代からの憧れだったというショーン・マイケルズと対戦、自らもベストバウトと述べるほどの名勝負を繰り広げた。
2003年から自身のトークコーナー、ハイライトリールを持つ。ほとんどの場合、招いたゲストを得意の話術で操り続け、笑いものにしてしまうものであり、観衆のリアクションも良好だった。また同年秋から半年以上続いたトリッシュ・ストラタス、クリスチャンとの古典的な恋愛劇も話題となった。二人との抗争が終了した2004年夏からはバティスタ、シェルトン・ベンジャミンといった若手のレスラー達と抗争し、彼らの地位向上に貢献する。
2005年中頃にヒールターンし、8月のサマースラムでジョン・シナとWWE王座戦を行った。双方ともバンド活動を行なっている（ジェリコは前述のFOZZY、シナは「ジョン・シナ&ザ・トレードマーク」）ことから、対戦を盛り上げるためにRAWにおいてバンド対決も行なわれた。しかし、ジェリコは音楽・俳優活動に注力するため、サマースラムでシナに敗れ、その翌日にエリック・ビショフに敗者解雇戦を条件に再戦を直訴して認めてもらうがその試合も敗退し、ビショフから解雇通告を受けるという設定でしばらくリングから離れる。

### 2007年
2007年には、親友であるクリス・ベノワが死去した際、ゲストとして『ラリー・キング・ライブ』や他の主要ニュース番組に出演する。また10月25日には自伝を発売、宣伝のため精力的にインタビューなどのメディア出演をこなしていた。また、同じ頃に、11月19日という日付が示唆された、映画マトリックス風の黒地に白い文字が現れる意味不明な映像がWWEのTV放送で流され始めた。11月18日のサバイバー・シリーズで「明日何かが起こる」という映像が流れ、翌日のRAWでベビーフェイスとして電撃復帰を果たした。12月16日のアルマゲドンでランディ・オートンとWWE王座戦を行うが、JBLの乱入にあい抗争がスタートする。

### 2008年
ロイヤルランブルにてJBLと対戦し反則負けを喫した。ノー・ウェイ・アウト後の3月10日のRAWにて自身8回目となるIC王座を奪取する。その後、バティスタ、ショーン・マイケルズのベビー三人で、リック・フレアーの引退などをめぐって抗争を始める。その後のRAWで開かれたハイライトリールにゲストとして招いたマイケルズに対し、当初は普通に話を続けたが徐々に態度を変えて襲撃し、スクリーン（ジェリトロン5000）に顔を叩きつけて目を負傷させ（アングル上）、本格的にヒールターンした。ロングタイツの着用を止めたのもこの時期である。またIC王座はドラフトで移籍してきたコフィ・キングストンに奪われた。マイケルズとの抗争は続き、アンフォーギヴェンでの非公式シングルマッチで敗北。
しかし、同PPVの世界ヘビー級王座戦にCMパンクの代理で出場し勝利、新王者となった。PPVサイバー・サンデーではバティスタに王座を奪われるも、8日後の800回記念放送のRAWでの金網戦で勝利し、再び王座奪還。しかしサバイバー・シリーズでシナに王座を奪われ、アルマゲドンでの再戦でも敗れる。年末にはスラミー賞の「スーパースター・オブ・ザ・イヤー」を受賞するが、それを鼻にかけてハクソー・ジム・ドゥガンとの対戦を拒否するなどの傲慢な姿を見せるようになる。

### 2009年
2009年に入ってもその傲慢な態度は変わらなかったため、GMのステファニーから解雇を言い渡される（アングル上）が、翌週復帰したビンス・マクマホン会長の勧告によりステファニーやファンへ屈辱的な謝罪をさせられ復帰。その後は前年公開となった映画「レスラー」主演のミッキー・ロークを批判（アングル上）に端を発し、レジェンド軍（リック・フレアー、リッキー・スティムボート、ジミー・スヌーカ、ロディ・パイパー）と抗争。4月のWrestleMania XXVではスティムボート、スヌーカ、パイパーと1対3のハンディキャップマッチを行ない勝利。試合後、会場にいたロークを挑発。挑発に乗ったロークはリングに上がり、ジェリコをパンチでKOした。レッスルマニア後のドラフトでSmackDown!に移籍する。6月7日のエクストリーム・ルールズでレイ・ミステリオを下し、自身の持つ最多記録を更新する9回目のIC王座を奪取する。6月28日のザ・バッシュでミステリオに敗れ王座を失うが、同PPVで行われ、スマックダウンGMのセオドア・ロングによりトリプルスレット形式となった統一タッグ王座戦にエッジと参戦、勝利し初の統一タッグ王者となった。
しかし、7月にまたもエッジが負傷離脱したためビッグ・ショーを新たなパートナーに迎え、7月26日のナイト・オブ・チャンピオンズでのタッグ王座戦で王座を防衛。その後PPVごとに様々なタッグチームと王座を巡り争い、そのたびに防衛していたが12月に行われたTLC・PPVでのTLC戦でD-ジェネレーションXに敗れ王座を失う。

### 2010年
ビッグ・ショーとのタッグを解消したジェリコはロイヤルランブルのランブル戦に参戦するも、長期離脱からの電撃復帰を果たしたエッジによって敗退させられる。しかし続くエリミネーション・チェンバーPPVのエリミネーション・チェンバー・マッチ方式での世界ヘビー級王座戦において、ショーン・マイケルズの乱入の漁夫の利を得る形で王者のジ・アンダーテイカーを破り、通算3度目の世界ヘビー級王座を奪取した。直後のRAWにおいて先のロイヤルランブルで優勝しレッスルマニアでの王座挑戦権を獲得していたエッジがジェリコへの挑戦を表明し、WrestleMania XXVIで対戦し王座防衛を果たす。しかし翌週のスマックダウンにおいて、リング上でエッジからスピアーを受けた直後、ジャック・スワガーにマネー権を行使され敗北、王座から陥落した。
2月から開始した新番組NXTの第1期ではウェイド・バレットを指導するプロとして登場し、積極的なプロデュースでバレットを優勝に導いた。
4月26日のRAWで行われたドラフトでRAWへの移籍が決定する。サマースラムではシナ、エッジ、ブレット・ハートなどとWWE軍としてネクサスと闘い、チームは勝利する（自身はエッジと共にシナと仲間割れをしている内に敗退）。
8月20日・21日に両国国技館で行われたRAWサマースラムツアーに出場し20日にヨシ・タツとのシングルマッチ、21日にシェイマスと組んでヨシタツ&ジョン・シナ組との試合を行った他、21日に渋谷J-POP CAFE SHIBUYAにてFOZZYのクリス・ジェリコとしてサイン会を行った。
9月27日のRAWを最後にFOZZYのLiveツアーを行うため、オートンからパントキックを喰らい長期離脱するというアングルで欠場に入った。WWEとの両立も目指していたが契約問題が難航し、結果契約を更新せずに退団した。

### 2011年

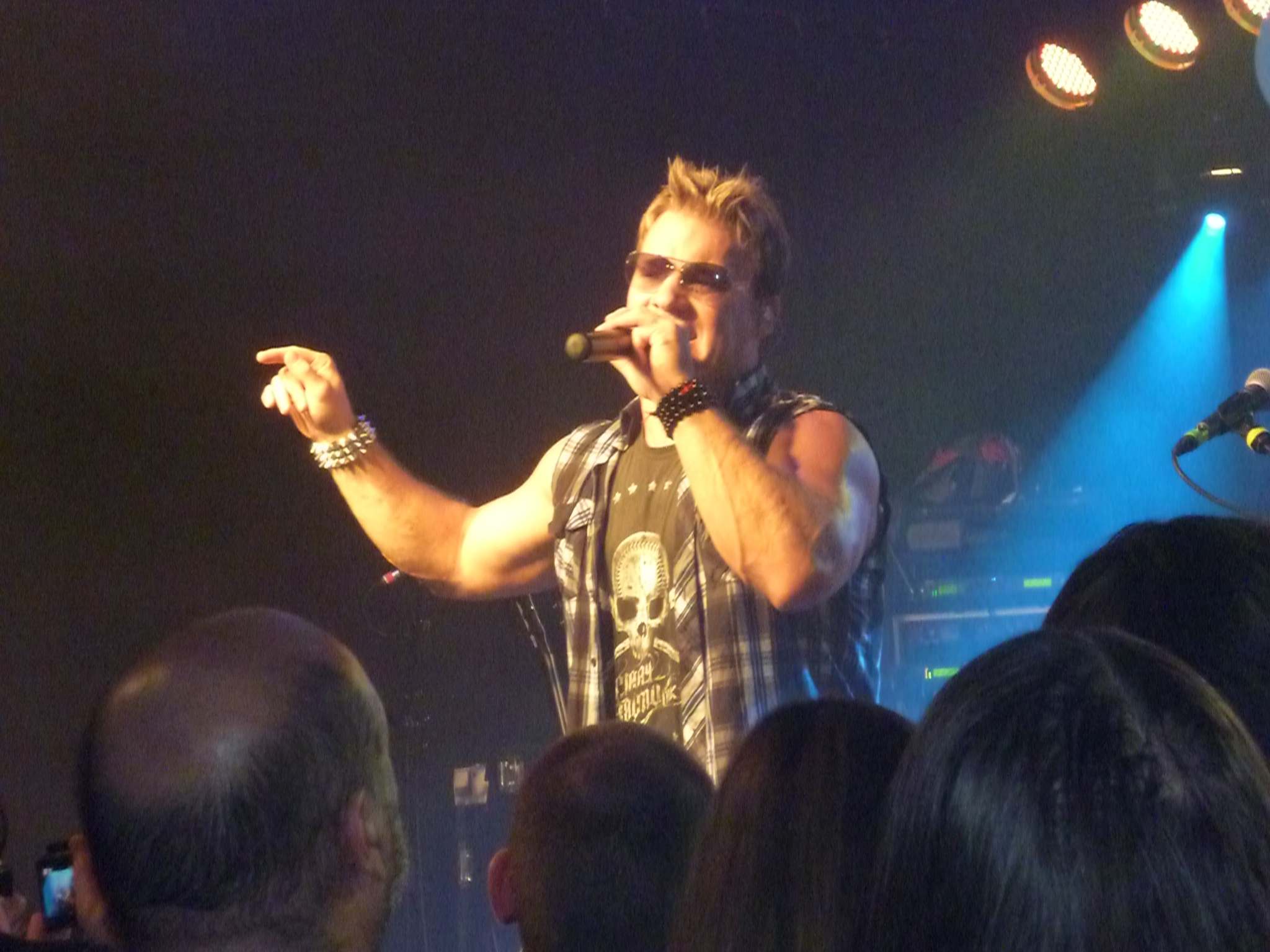
ヘヴィメタルバンド「FOZZY」のヴォーカルとして歌うジェリコ。

2011年は主にFOZZYのボーカルとして活動していた。

### 2012年
FOZZYのボーカルとして活躍中にジェリコがTwitterにて「WWEに戻る気はない」、「レスリングに関する質問は答えない」などと引退を示唆するを発言をしたが、2011年終盤より番組内でジェリコ復帰を仄めかすような映像が流れ、結果的に2012年1月2日のRAW SuperShow収録で復帰。以来、大歓声で迎えられるようになり、月日がある程度経過した後のRAWでは、あまりの「Y2J」コールにジェリコは初めて観客の前で号泣した（YouTube上にも珍しい映像として残されている）。リング上では、WWE王座獲得を狙うためCMパンクと抗争を開始しヒールとして活動を再開する。しかし後にFOZZYのツアーが控えていたため、王座は獲得せず、再び離脱することに。ツアー終了後は、WWE復帰以来大舞台で勝ち星を上げられていないことを馬鹿にしたドルフ・ジグラーとの抗争を開始し、ベビーターン。サマースラム直前のハイライトリールにおいて、自身の闘志に再度火を付けるとして、「Y2J」の復活を宣言した。サマースラムではジグラーをシングル戦で破り、レッスルマニア26以来初めてとなる大舞台での勝利を飾った。また時同じくしてFOZZYのツアーが控えていたこともあり、一時離脱として翌週のRAWではジグラーとマネーの権利と退団を賭けてのシングル戦に敗れ退団という扱いになっている。

### 2013年
1月のロイヤルランブルで電撃復帰。2番手として、1番手のジグラーとともに長く戦ったが最後はジグラーに落とされた。その後、エリミネーション・チェンバー・マッチでの世界ヘビー級王座挑戦者決定戦や、RAWで行われたミズやバレットとのIC王座戦では勝利を逃している。
4月のレッスルマニア29ではファンダンゴと対戦したが丸め込まれ敗れたが、その後のエクストリーム・ルールズPPVでは勝利した。その後はライバックやカーティス・アクセルなどと戦ったが、7月のアクセル戦を最後にショーに登場しなくなり、公式サイトでも退団を仄めかすツイートをしたことが発表した。

### 2014年
6月30日のRAWにて、欠場から復帰したザ・ミズのマイクパフォーマンス中に、自らもサプライズ復帰。一方的に喋り続けるミズに無言でコードブレイカーを見舞った後、マイクを持ち軽快に喋りだしたが、次の瞬間場内が暗転しワイアット・ファミリーが現れ袋叩きにされたことで、ワイアット達との抗争を開始。また、トリプルH達の派閥・オーソリティーに対しても対抗する素振りを見せベビーフェイス側にポジションを取る。バトルグラウンドPPVにてブレイ・ワイアットに勝利したが続くサマースラム、9月8日のRAWでのケージマッチにていずれも敗北し、抗争終了。さらにバックステージでランディ・オートンに襲撃を受けた。そしてナイト・オブ・チャンピオンズにてオートンと対決したが敗れ、欠場に入る（FOZZYのスケジュールを優先した為）。その後は11月14日のスマックダウンでのハイライト・リールでオーソリティー（トリプルHとステファニー）と対峙したり、12月15日のRAWにはゲストGMとして番組に登場したりと、スポット出演中心となった。

### 2015年
7月3日、4日に両国国技館で行われた日本公演に登場、初日はフィン・ベイラーと対決し敗退、2日目はネヴィルと対決し勝利した。
9月20日、Night of Champions 2015にてワイアット・ファミリーと抗争中であったロマン・レインズ & ディーン・アンブローズのミステリアスパートナーとして電撃登場を果たす。しかし、試合では気負いすぎたせいもあってか積極的にタッチを行いブラウン・ストローマンに立ち向かうが、リフティング・アームトライアングルチョークを極められ敗戦した。

### 2016年
2016年からはヒールターンし、WWEに鳴り物入りで移籍してきたAJスタイルズと抗争。レッスルマニア32などでは勝利したが、その翌日のRAWで行われたWWE世界ヘビー級王座の挑戦者決定戦では敗れ、抗争が終了した。また、その後に行われたディーン・アンブローズとの抗争でも、負けが込んでしまう。しかしその後、ケビン・オーエンズとの友情アングルが始まり、久しぶりに存在感を発揮。気に入らない人物などを「間抜け野郎共」などと罵倒しつつメモしていく「リスト・オブ・ジェリコ（ジェリコのリスト）」が人気を博し、彼の定番のパフォーマンスに加わった。

### 2017年
2017年1月9日のRAWにて、WWE US王座を保持するロマン・レインズに、パートナーであるオーエンズと組んでハンディキャップマッチで挑戦。入場時にレインズよりケージに閉じ込められるがオーエンズに助けられると、一方的にレインズを攻撃。中盤になるとレインズの攻勢になるが最後はオーエンズのアシストからコードブレイカーへと繋げて勝利。ベルトを奪取した。しかし2月13日のRAWにおいて突如オーエンズが裏切ったため、ベビーターンし、US王座を巡って抗争を開始。4月2日のレッスルマニア33では敗れて王座を明け渡すも、4週間後のペイバックでは、終盤にウォールズ・オブ・ジェリコを執拗に決めた結果、タップを奪い勝利してベルトを奪取。文字通り「仕返し」を果たした。その後はFOZZYの新アルバム作成のためリングを離れる。
11月5日、新日本プロレス大阪大会セミファイナルでIWGP USヘビー級王座を防衛したケニー・オメガに、VTRを通じて自身を「プロレス界のα（アルファ＝頂点）」と名乗りUS王座挑戦を表明。挑戦表明以前にツイッターで新日本参戦を示唆していたが、これが叶う形となった。ケニーとは前哨戦を行わず、翌年1月4日の東京ドームで一発勝負を行う形ではあったが、12月11日の福岡国際センター大会において突如現れ試合を終えたケニーを襲撃、コードブレイカーやベルトでの殴打でケニーを流血させた。

### 2018年
2018年1月4日、「WRESTLE KINGDOM 12 in 東京ドーム」でケニーとIWGP USヘビー級王座をかけて戦い、30分を超える激闘に敗れた。翌日の後楽園ホール大会にて内藤哲也を襲撃。5月4日、新日本プロレス福岡大会（レスリングどんたく）にて、ロス・インゴベルナブレス・デ・ハポンのファンに扮し、試合後の内藤を再度襲撃し、彼の持つIWGPインターコンチネンタル王座への挑戦を表明。そして6月9日の新日本プロレス大阪城ホール大会（DOMINION）にて内藤との選手権試合では、コードブレイカーを決めて勝利し、王座奪取に成功した。
10月8日、両国国技館大会にて、入場中のEVILを襲撃しKO。11月3日にはそのEVILとインターコンチネンタル選手権を行い、ウォールズ・オブ・ジェリコで勝利を収め、初防衛に成功した。
またこの年をもって、正式にWWEを退団している。

### 2019年
2019年1月4日、「WRESTLE KINGDOM 13 in 東京ドーム」にて、内藤哲也を相手に防衛戦（この試合は急遽ノーDQマッチになった）を行ったが敗北し、IWGPインターコンチネンタル王座から陥落した。
1月8日、新団体AEWの立ち上げ会見に登場し参戦が発表された。
5月4日、新日本プロレス福岡大会にてIWGPヘビー級王座防衛に成功したオカダ・カズチカにVTRで挑戦表明し、大阪城ホール大会での王座戦が決定した。この際オカダの「レインメーカー」に対抗し「ペインメーカー（苦痛を与える男）」を名乗り、以降新日本プロレスにおけるジェリコのキャッチフレーズに用いられている。
5月25日、AEWの旗揚げ戦・Double or Nothingに参戦しケニー・オメガとの再戦が実現。前年同様の激戦の末、新必殺技「ジュダス・エフェクト」を決めリベンジを果たした。
6月9日、新日本プロレス大阪城ホール大会にてオカダ・カズチカのIWGPヘビー級王座に挑戦するも隙を衝かれ丸め込みで敗れる。不満から試合後オカダを襲撃し、更にオカダを介抱した棚橋弘至を去り際に「バカハシ」と呼ぶなど挑発した。なお、同年のG1 CLIMAX参戦も仄めかしたがこちらは実現しなかった。
8月25日、AEW・ALLOUTにてアダム・ペイジと初代AEW世界王者決定戦を行い勝利、初代AEW世界王者となる。
10月2日、AEWのレギュラー放送「DYNAMITE」がスタート、第1試合からいきなりAEW副社長でもあるコーディの試合に乱入し襲撃、AEW正規軍・エリート（ケニー・オメガ、ヤング・バックスら）との対立を仄めかす。同日のメインイベントではエリートとのタッグ戦に参加、試合後の乱闘では乱入したジェイク・ヘイガーのアシストもありエリートを圧倒した。翌週のDYNAMITEではエリートらに対抗し、自身がリーダーのヒール軍団「インナー・サークル（The Inner Circle）」の結成を表明した。
11月3日、新日本プロレス大阪大会にて、試合後の棚橋弘至にVTRで挑戦を表明。その後翌年の1.5東京ドーム大会での対戦が決定した。

### 2020年
2020年1月5日、「WRESTLE KINGDOM 14 in 東京ドーム」にて、棚橋弘至を相手に対戦した。棚橋が勝利すれば、自身が保持するAEW世界王座への挑戦権を与えることになっていたが、ウォール・オブ・ジェリコでタップアウトを奪った。
その間に、ジョン・モクスリーをインナーサークルに勧誘。1月8日のダイナマイトにて、レッスルキングダムの祝勝会を兼ねてモクスリーを呼び出し、Tシャツを渡す。受け取ったモクスリーは、Tシャツを着て、加入したかに思えたが、直後にジェリコとサバラを襲撃。これを機に、モクスリーとの抗争に入る。
グループでモクスリーをリンチするなど肉体面で追い詰めたが、AEW世界王座戦にて高角度式パラダイムシフトを決められ、3カウントを取られたことにより敗北。
その後、ジ・エリートとの抗争に入り、ダブル･オア･ナッシングでジェリコを含む全員がアメフトスタイルで挑んだが、敗北。その後のダイナマイトにて反省会を行い、その際にマイク・タイソンがダブル･オア･ナッシングに登場したことで、かつて嵌められたことに対するイラつきを告白。タイソンを呼び出し、謝罪を要求したが、タイソンはこれを拒否。タイソンとの抗争に入る。

### 2021年
2020年末期から続いていたMJFとの抗争は、Full Gear 2020にて彼が勝ったことによりMJFがインナー・サークルに加入する形で終わったが、3月にMJFは再びジェリコを裏切り「ピナクル（The Pinnacle）」を結成。ピナクルとの抗争が始まる。5月4日、AEWのトニー・カーンCEOのシニアアドバイザー就任が明らかになる。

### 2022年
2022年よりジェリコ感謝協会で活躍中。2022年6月27日（現地時間27日）にアメリカイリノイ州シカゴで行われたAEWと新日本プロレスの合同興行、FORBIDDEN DOOR（禁断の扉）に参戦し、鈴木みのる、サミー・ゲバラと組み、海野翔太、ウィーラー・ユウタ、エディ・キングストンと対戦し、ジェリコのジュダスエフェクトにより勝利した。

## その他
- 2001年のWWE王座獲得により、WWE史上3人目のグランドスラムを達成。
- 少年時代に憧れたアイドル選手はリッキー・スティムボート。レスラーになってからも最大の目標はリッキーが保持していたIC王座の獲得で、初代統一王者となったことは「自分の想像の限界を超えた出来事」だったという。
- 2007年の復帰がささやかれると、インタビュー等の際には「WWEとの再契約はしていない」と答え、自身のホームページ上にTNAのロゴを登場させたりするなどしてファンをかく乱した。この他にも復帰前になると、復帰を強く否定する傾向がある。
- ジェリコがWWE（ハウス・ショー）を終えて外にある駐車場からレンタカーを借りて帰ろうとしたところ（駐車場の周りにはファンがたくさんいた）、一人、ジェリコに挑発をしてジェリコが乗った車を追いかけボンネットの上に乗ったりと通行を妨害した男性がジェリコに殴られるという事件が発生した。
- 2005年までのヒール時はテンションがベビーフェイスとの差もないほど高かったが、2008年にヒールターンした後は「Y2Jは死んだ」など日本武道館大会で言い放ち、いつものマイクパフォーマンスはしていない。
- WWEの初めての日本公演の際、放送用のゲストコメンテーターに武藤敬司がいたため、ロック等の他のレスラーは敬意を表してリングに上がる前に、わざわざ行って握手するなどしていたが、ジェリコは武藤の前に行くと悪態をつくなどして挑発し、ビンタを食らわした。武藤も側にあったモニターで殴りかかろうとするジェスチャーをした後、お互いニンマリと笑っていた。
- WCWと契約する直前、ビショフが提示していた金額よりも多い金額を要求したところすぐに承認されたことに大変驚いたという。しかし契約後、給料の支給が遅れたり会場に到着しても機材が到着しない、レスラー達がストーリーラインについて話し合っていたのを目の当たりにし、移籍を決意するようになった。
- 2003年秋頃、自身を誇張する起用や試合時間の短縮など、団体が自分中心に動かない事に不満を爆発させていたビル・ゴールドバーグに意見する為、彼のいる控え室を尋ねたが直ぐさま口論となり、ゴールドバーグに対しヘッドロックを仕掛けて床に引きずり倒し、現場に居合わせたレスラー達に引き離されるという事件が起きた。なお、WCWを離れることを決意させた要因の一つがストーリーラインで散々煽りに煽ったにもかかわらず、ゴールドバーグ戦が実現しなかったことと述べている。その原因がゴールドバーグの個人的な理由(ヘビー級がクルーザー級にやられるのはおかしい)であり、ビショフもこれについて「ゴールドバーグに大人気ないところがあった」とゴールドバーグの姿勢を批判している。
- ザ・ロックと対戦中、観客が持っていた紙コップを奪い取ってその中身をかけた所ロックが異常に苦しみ試合に支障をきたすことになってしまった。実はこのコップはタバコの火消しとして使用されており、それを知らないジェリコがロックの顔にかけてしまい、ロックが激痛のあまり正常な試合をすることが困難になってしまった。試合後もロックの目は一時間以上開かなかったという。
- 2010年のRAW両国国技館大会では、メインイベントでの試合中に観戦に来ていた高山善廣を威嚇したり、「BAKA!」と日本語を披露した。ちなみに2009年のSMACKDOWN!日本武道館大会でも、観戦に来ていた高山善廣と睨みあった。
- 自身のDVDの中で、近年WWEのレスラーがインディーやアメリカ以外での活動経験がほとんどない状態で入団してくることに疑問を感じつつも、長年の経験や知識を積極的に若手に伝えているとのこと。とりわけ海外経験がある若手には注目しているようで、ヨシタツへの指導、さらにはバレットについてもヨーロッパでの経験は大きいと述べている。
- 日本でのプロレス戦歴が長く、親日派でもあるが日本のプロレスに根ざしている「プロレス最強説」に基づいた傾向に対しては否定的である。雑誌のインタビューで「プロレスはエンターテイメントなのに、シュートやMMA（総合格闘技）と結びつけてしまった」ことが昨今の日本におけるプロレスの衰退の主な原因であるとしている。
- カナダのミュージシャン、デヴィン・タウンゼンドが2014年にリリースした2枚組アルバム『Z2』のDisc2に収録されている-Dark Matters-にキャプテンスペクタクラー役で声の出演をしている。
- 史上初WWEと新日本プロレス両団体のインターコンチネンタル王座を獲得した人物となった。

## 得意技

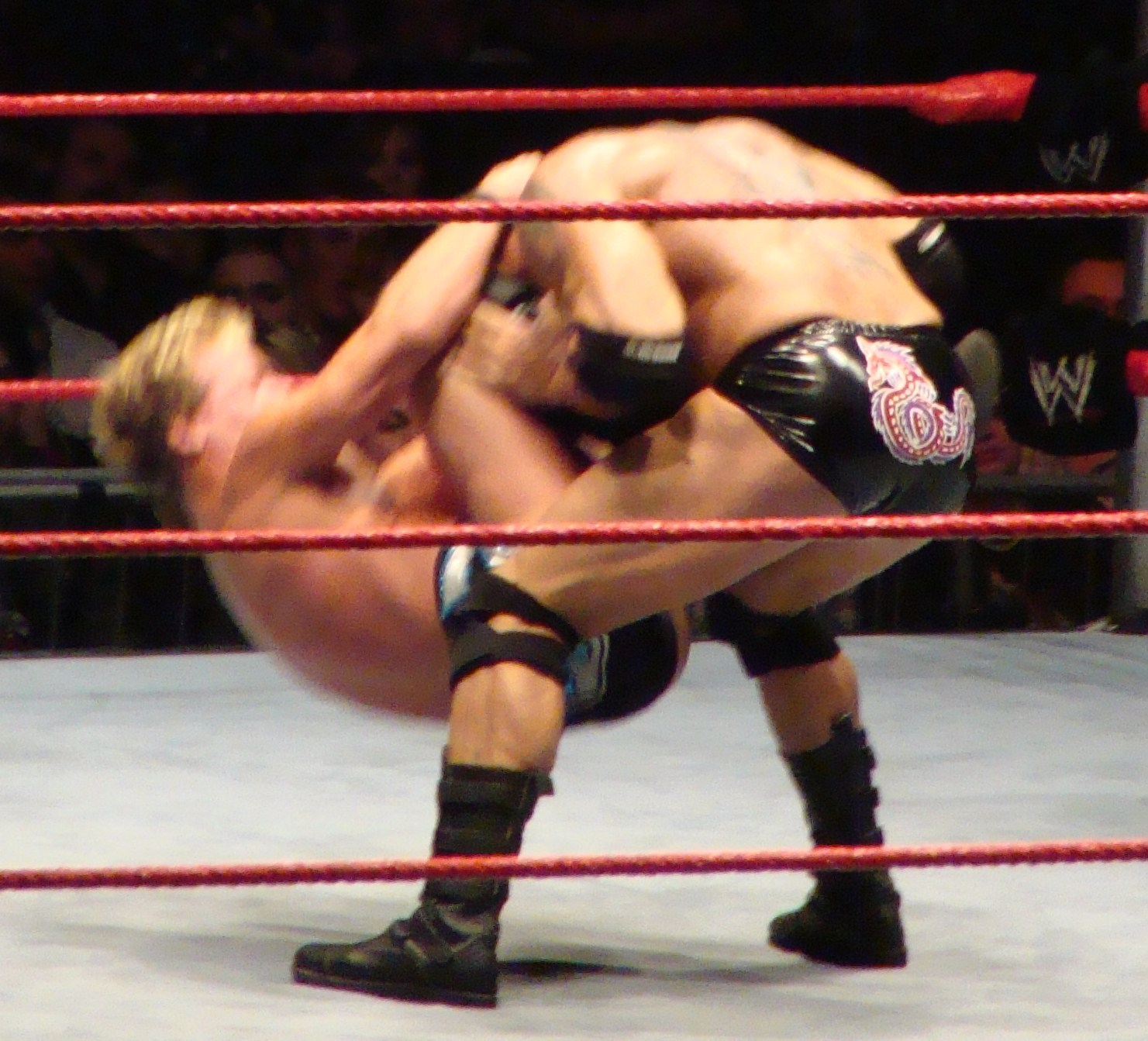
コード・ブレイカー

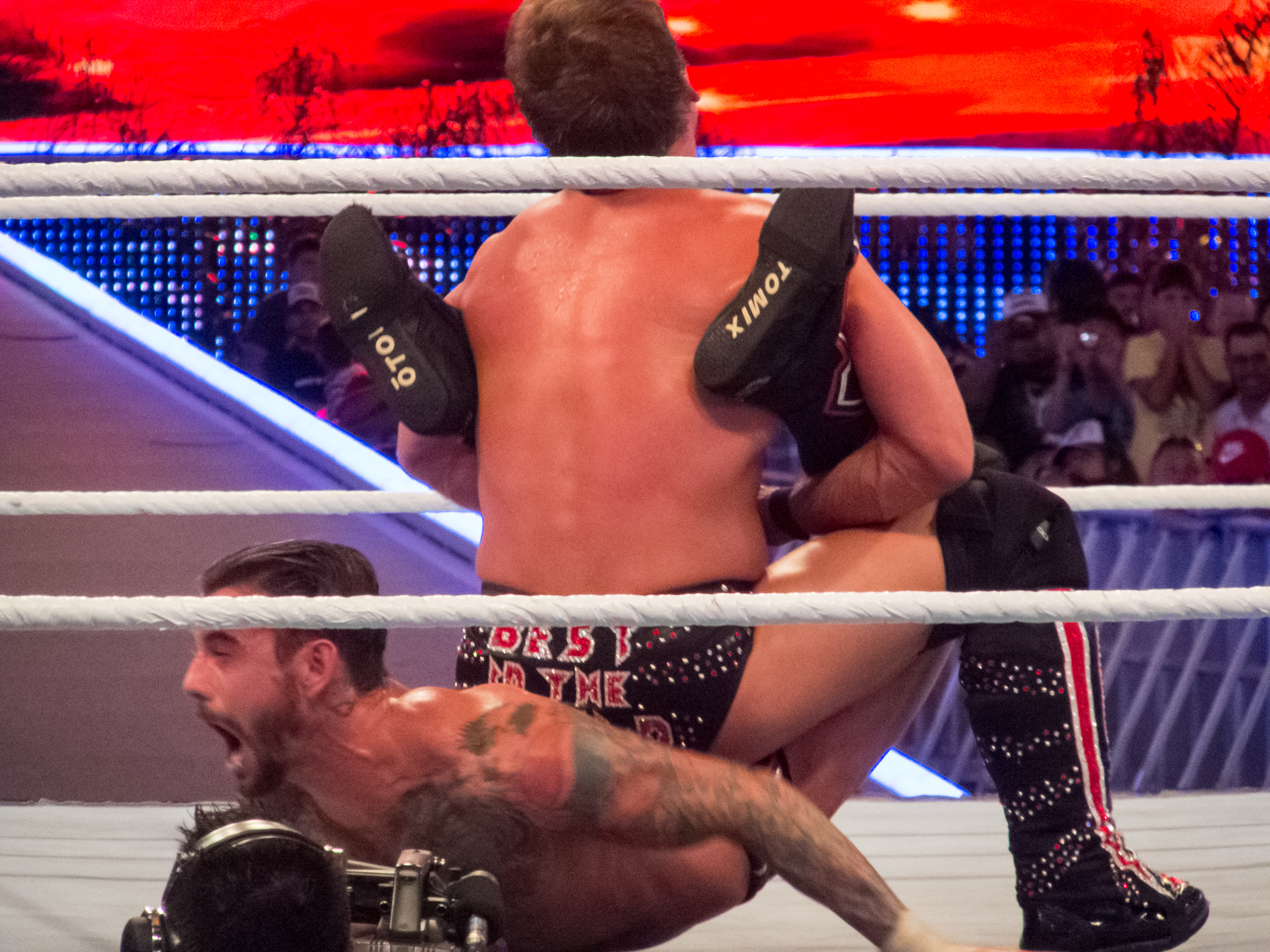
ウォールズ・オブ・ジェリコ

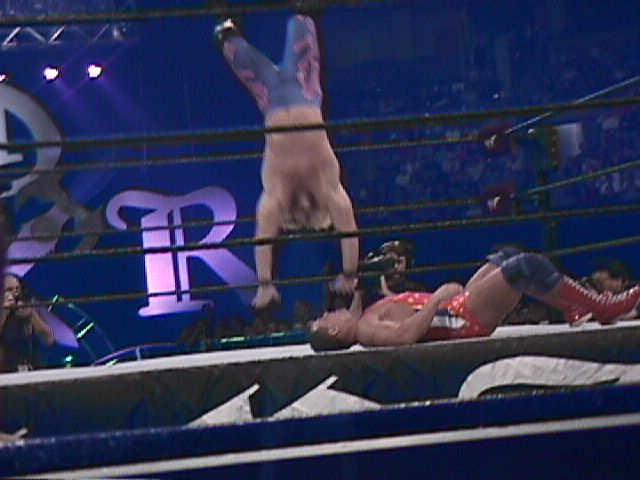
ライオンサルト

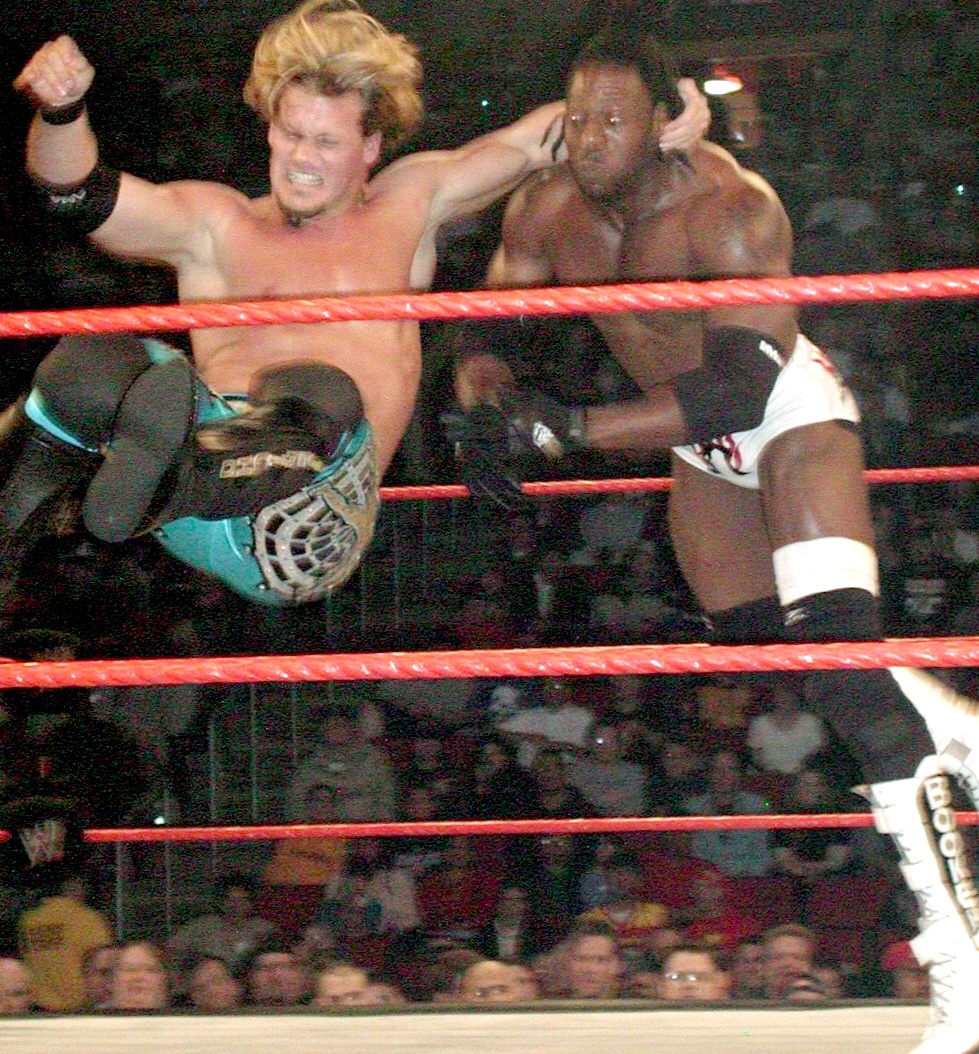
クリス・ジェリコによるワンハンド・ブルドッグ。

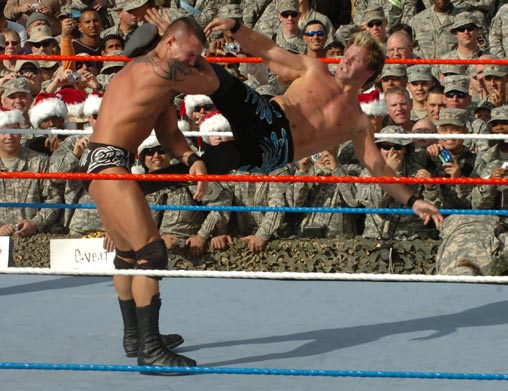
ランニング・エンズイギリ

### フィニッシュ・ホールド
ジュダス・エフェクト
2019年から使用を始めたローリング・バックエルボー。
通常のローリング・バックエルボー、ランニング式の2種類を使用する。
インスタグラム上の動画でトレーニングや技名などを公開したのち、5月25日・米ネバダ州ラスベガス・MGMグランドガーデンアリーナで初披露。対戦相手のケニー・オメガへのフィニッシュとなった。「ジュダス（Judas）」は2018年以降使用する自らの入場曲のタイトルでもあり、裏切り者の代名詞ユダを指している。
コード・ブレイカー
自分の両膝を使ってのフェイス・バスターであり、カリートのバックスタバーと同じ動作を相手の背後からではなく正面から行う技。
ジェリコ以前にはザ・ハリケーンが片足で行うタイプの技を使用していた。2007年のWWE復帰からピンフォールを奪える技として新たに使用を開始。当時のインタビューでプロレスリング・ノアの丸藤正道の技からヒントを得たとコメントしている。技名は復帰告知映像で"Y2J"を示唆する暗号（コード）が使われていたことに由来する。
ウォールズ・オブ・ジェリコ
立ったままでの逆エビ固め。ジェリコの代表的な必殺技。
仰向けに寝ている状態の相手の両足首を自分の両脇下に挟み込み、左に180度回転して相手の腰の辺りを跨ぐようにマットに立ち、相手をうつ伏せの状態にする。そのまま自身の上半身を反り上げて相手の体を逆エビ状態にし、腰、又は角度を付けて首を痛め付ける技。WWEデビュー当初は腰を落とさずに行うのが特徴であったが、2001年頃からは普通の逆エビ固めと大差が無くなっていた。
ジェリコは背後から丸め込んでから掛ける、ライオンサルトに相手が膝を立てたところを着地し掛けるなどどんな体勢からでもこの技を使うことができる。
なおこの技に限ったことではないが、ジェリコは昨今のWWEの選手ではあまり見られない関節技の際の審判への「ask him!」の問いかけを頻繁に行う（「ask him」を直訳すると「彼に聞け」となる。つまり、審判に対して「相手がギブアップするかどうか聞け」≒「ギブアップを促せ」という意味になる）。
名前の由来はドイツのバンドHELLOWEENのデビューアルバム"Walls of Jericho"から。
ライオンテイマー
片膝立ちの逆エビ固め。相手の両足を持ち相手の体をひっくり返して相手の頭や背中に膝を押しつけて片膝立ちで行う高角度の逆エビ固め又は相手の後頭部に片膝を押し付けた状態で締め上げる高角度の逆エビ固め。
主に軽量級戦線で活躍したWCW時代までの決め手であったが1999年のWWE移籍後にウォールズ・オブ・ジェリコへ移行した。使用を辞めた理由は「ベテランにこの技をかけると嫌がるから」としている。だが2010年頃からは主に軽量級選手に対し稀に解禁している。WWEの実況からはウォールズ・オブ・ジェリコと同じ技として扱われている。
ライオンサルト
リングの中央に仰向けに寝かせた相手を走って飛び越え、そのままセカンドロープ中央に足をかけて素早くムーンサルトプレスを行う技。リングロープの中央はコーナーに比べ安定感に欠ける上、相手の回避や膝での剣山を察知し体勢を変え着地することもあるためジェリコの高い技術が垣間見える技である。しかしヒールの時は失敗することが多い。

### 打撃技
エルボー
エルボー・スタンプ
バック・エルボー
フライング・フォアアーム
バック・ハンド・チョップ
ナックルパンチ
ドロップキック
延髄斬り
ランニング・エンズイギリ
初期は決め技になることも多かったが、後に繋ぎ技として使用。
シャイニング・ウィザードの様に立っている相手の足・腰を踏み台にすることが多い。特に腹を踏み台にするものをアメリカではラウンドハウス・キックと呼称することが多いが、ジェリコは一貫して全ての形を「エンズイギリ」の名称で使用している。

### 投げ技
スナップ・スープレックス
スーパープレックス
ベリートゥー・バック・スープレックス
抱え上げ式バックドロップを使用。
タイガー・スープレックス
WAR時代に使用。WWEではほとんど使用していないが、2005年のECW ワン・ナイト・スタンドにて盟友ランス・ストームと試合をした際に久々に繰り出している。
ダブルアーム・バックブリーカー
リバース・フルネルソンの体勢から相手を持ち上げ背中から自分の膝の上に落とす技。
フラッシュバック
カウンターで使用するスリーパードロップ。2007年のWWE復帰後は、ジェフ・ハーディーが同型の技を使っていたためか使用しなくなった。
ブレイクダウン
フルネルソンの体勢から、ジェフ・ジャレットのストロークのモーションで前に倒す技。統一王座獲得など活躍した2001年前後にはザ・ロックからフォールを奪ったこともあるが、それ以降は使用頻度が減った。後にザ・ミズが同型の技を使用し始めたこともあってか近年は全く使用していない。
エンドレス・パワーボム
餅つき式パワーボム。
相手を叩きつけた後、背筋力で持ち上げて（実際は対戦相手が手をつかんで自ら上体を起こす場合もある）さらに落とす。これを数度繰り返す。

### 組み技
フランケンシュタイナー
ライオンスパイク
コーナートップで相手を立たせた状態からの雪崩式フランケンシュタイナー。若手時代に使用していたここ一番での大技で、1997年のBEST OF THE SUPER Jr.公式戦ではこの技で同年度の優勝者のエル・サムライを破っている。
ランニング・フェイスクラッシャー
シングルハンドブルドッグとも呼称される。

### 飛び技
ミサイルキック
三角飛びドロップキック
相手がエプロンに居るとき、セカンドロープ・コーナーを利用して三角飛びの体勢でジャンプしドロップキックを放ちリングアウトさせる。ロイヤルランブルでもよく使用する技。

## 決め台詞
- Welcome to RAW is JERICHO（「RAW is ジェリコ」へようこそ）

番組名（当時：RAW is WAR）に引っ掛けたもので、WCW時代はMONDAY NIGHT JERICHOだった。
- Would you please, shut the hell up!（頼むからその減らず口を閉じやがれ！）

ヒール相手のマイクを遮った時など。ヒールターンした現在は使用していない。
- I am the King of the world!（俺は世界の王だ！）

統一王座の戴冠以降、試合中やインタビュー時を問わずよく使われた言葉。
- Never ever be the same again（絶対に、永遠に）

everの「エ」を長く伸ばしてタメを作る。
- Jerichoholics（ジェリコ中毒者）

自身のファンをこう呼ぶ。また、ファンもボードを掲げてJerichoholicsを名乗る。
- I am the best in the world at what I do（俺は世界最高のレスラーだ）

2008年ヒールターン以降、現在最もよく使う台詞。
- All these Hypocrites, all these parasites（ここにいる偽善者、寄生虫共）

これもヒールターン以降、よく使う。WWEユニバース（ファン）に対して使う侮蔑言葉。
- Do you understand what I am saying to you right now?（俺の言っている意味がわかるか？）

Y2Jキャラクターの封印以降、難しい言葉や言い回しを好んで選び、観客の神経を逆なでしている。
- Quiet!（静かに）

2016年のヒールターン以降、よく使う。WWEユニバースに対して話し始めるときの言葉。繰り返し言う。
- The gift of Jericho, drink it in man（ジェリコからの褒美だ、とくと頂け！）

これもまたヒールターン以降、最もよく使う台詞。
- Stupid idiot（間抜け野郎！）

近年、相手をののしるための言葉としてよく使う。
- You just made the list（お前をリストに書き込んでやる！）

自身の不満となる相手を書き込んだリスト・オブ・ジェリコを片手に言う言葉。

## タイトル歴
WWF / WWE
- 世界ヘビー級王座 : 3回
- WWF統一王座 : 1回
- WWE US王座 : 2回
- WWF / WWE IC王座 : 9回
- ヨーロピアン王座 : 1回

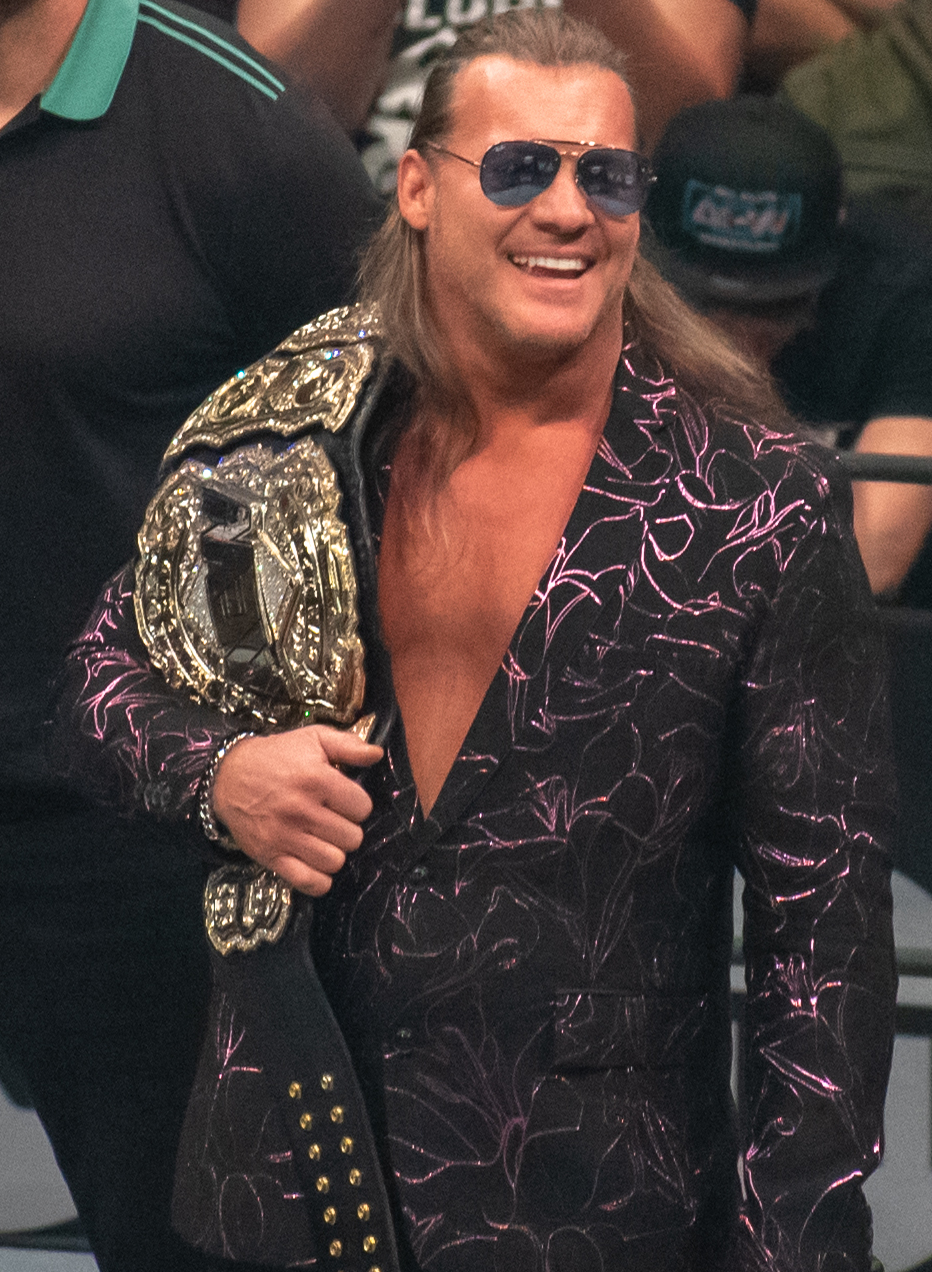
AEW世界王座

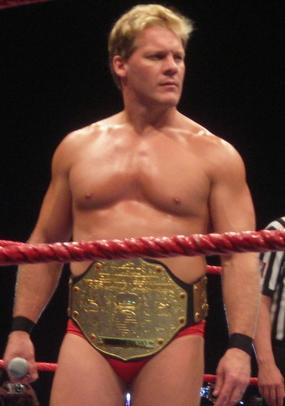
世界ヘビー級王座

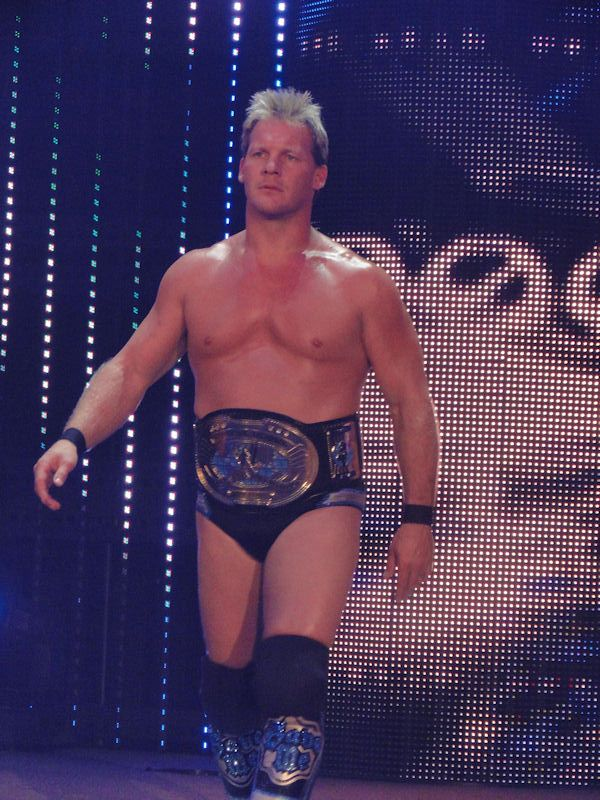
IC王座ベルトを腰に巻いて入場するクリス・ジェリコ

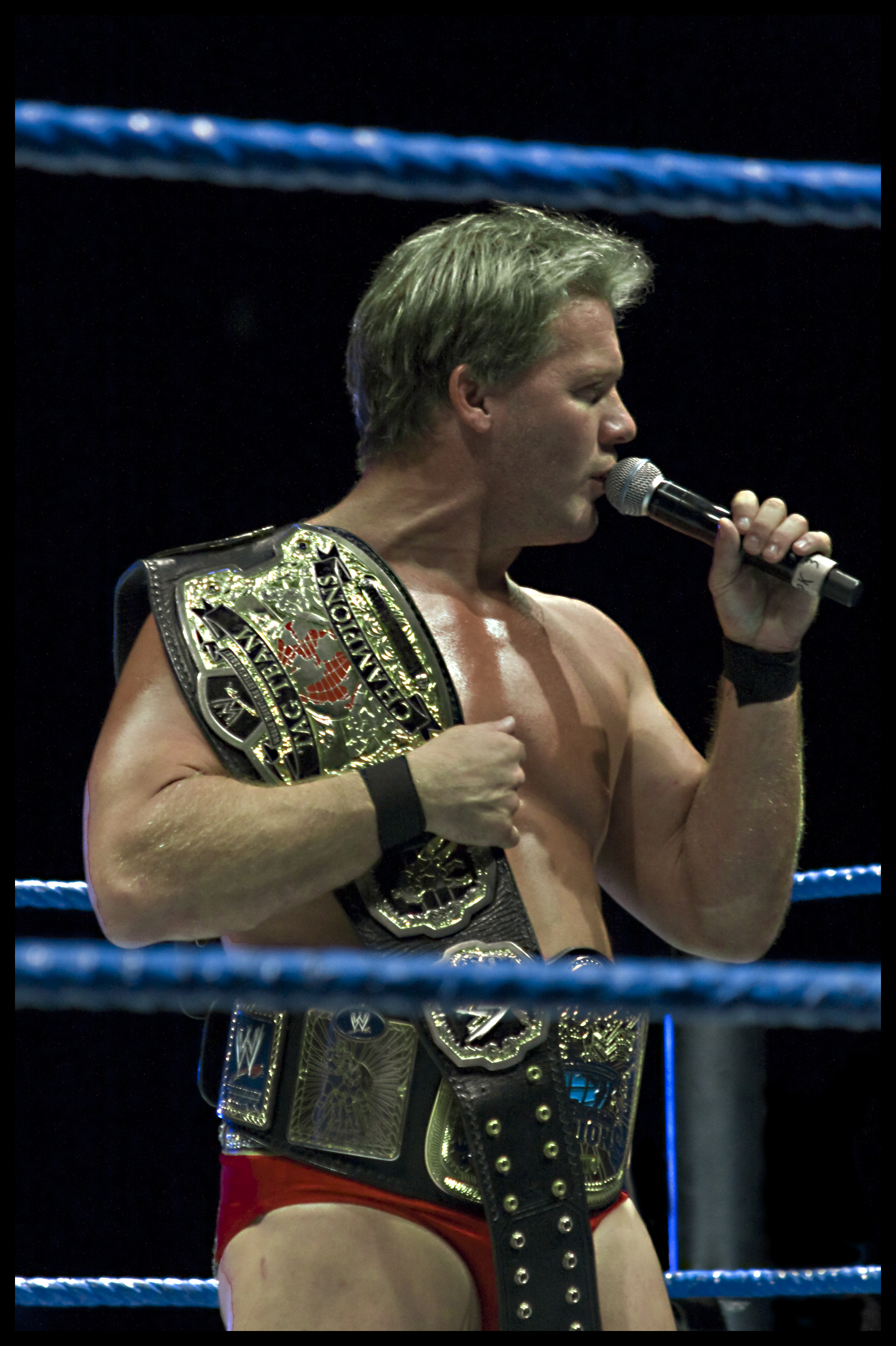
世界タッグ王座/WWEタッグ王座/WWEタッグ統一王座

- 世界タッグ王座 : 5回（w / クリス・ベノワ、ザ・ロック、クリスチャン、エッジ、ビッグ・ショー）
- WWEタッグ王座 : 2回 （w / エッジ、ビッグ・ショー）
- WWE・ハードコア王座 : 1回
- WCW王座 / 世界王座 : 2回
- トリプルクラウン達成（2001年）
- グランドスラム達成（2001年）

WCW
- WCW世界TV王座 : 1回
- WCWクルーザー級王座 : 4回

ECW
- ECW世界TV王座

AEW
- AEW世界王座 : 1回（初代）
- FTW王座 : 1回（第8代）

ROH
- ROH世界王座 : 2回（第37・41代）

WAR
- インターナショナルジュニアヘビー級王座 : 1回（初代）
- インターナショナルジュニアヘビー級タッグ王座 : 1回（初代）（w / 外道）

新日本プロレス
- IWGPインターコンチネンタル王座 : 1回（第19代）

CMLL
- NWA世界ミドル級王座

WWA
- WWA世界タッグ王座 : 1回 （w / エル・ダンディ）

## 入場曲
- Judas - 現在使用中。自らがヴォーカルを務めるFOZZYの楽曲。Youtubeに投稿された公式PVは再生回数3000万回を突破している。
- Break The Walls Down （Sevendust）- 1999年のWWF（現・WWE）デビュー以降最も使用された楽曲。アレンジや表示される映像も様々なバージョンが存在する。
- Crank The Walls Down - ビッグ・ショーとのタッグで使用。
- King of My World （Saliva） - 2002年のサバイバー・シリーズ前後に入場曲として使用していたが、定着せず主にハイライト・リールのイントロとして使われた。
- Don't You Wish You Were Me - FOZZYの楽曲。
- One Crazed Anarchist
- Super Liger
- All the Days（Instrumental）
- Elctric Head, Pt.2（The Ecstacy）
- Soul-Crusher
- Thunder Kiss '65
- Rock America
- Enter Sandman
- Gonna Make You Sweat（Everybody Dance Now）
- You're Invited（But Your Friend Can't Come）
- Silent Jealousy
- Overnight Sensation
- Tease Me Please Me
- Unskinny Bop

## フィルモグラフィー
- リゾート・トゥ・キル（1994年）- 犯罪集団の用心棒[2]
- シャークネード エクストリーム・ミッション（2015年）
- テリファー 聖夜の悪夢 (2024年) - アダム・バーク(精神病棟の警備員)